# Atynganie
Atynganie (gr. Αθίγγανοι / Athinganoi, dosłownie „niedotykalni”, inaczej Athingani, Atsinganoi, Atsingani, Adsingani, Adsincani itp.) – nazwa domniemanej judeochrześcijańskiej sekty heretyckiej, znanej z obszaru Cesarstwa Bizantyjskiego. Pierwsze nieliczne wzmianki o jej istnieniu pochodzą z VI wieku.

## Atynganie według danych źródłowych
Według informacji zawartych w źródłach członkowie sekty zajmowali się wędrownym wróżbiarstwem, magią, zaklinaniem węży, leczeniem ich ukąszeń, a także innymi rodzajami tradycyjnego znachorstwa oraz sporządzaniem trucizn. Jedynymi informacjami, jakie dotrwały na temat ich obrzędów, są przekazy, iż święcili szabat oraz Torę, lecz nie praktykowali obrzezania, zamiast którego przyjmowali chrzest. Wyznawali także zapewne poglądy ikonoklastyczne, odmawiając oddawania czci krzyżowi, świętym obrazom oraz relikwiom. Wielu atynganów służyło w bizantyjskiej armii, zaś z jednej z takich tradycyjnie wojskowych rodzin pochodził cesarz Michał II Amoryjczyk. Mimo to wydawano przeciw nim kilkakrotnie edykty potępiające, których wynikiem były prześladowania (np. w 812 roku). Atynganie są także wymienieni jako uczestnicy powstania Tomasza Słowianina (821-823).
Skąpa ilość informacji dotyczących tej sekty, jakie dotrwały do naszych czasów, może się jednak wiązać z faktem, iż wspomniane powyżej nazwy były jedynie epitetami, używanymi wobec paulicjan (lub nazwami ich odłamu), lub też innej (skądinąd również mało znanej) sekty melchizedekian, wyznającej monarchianizm. Około 600 roku Tymoteusz prezbiter Konstantynopola pisząc w swojej pracy „De receptione haereticorum” o heretykach, którzy wymagają ponownego ochrzczenia, na końcu tej listy wspomina bowiem właśnie melchizedekian, „obecnie zwanych atynganami (athingani)”, którzy żyją we Frygii i nie są ani żydami, ani poganami.

## Atynganie a Cyganie
Według części naukowców atynganie w rzeczywistości nie byli grupą religijną, lecz etniczną pochodzenia indyjskiego, z której wywodzą się współcześni Romowie lub Domowie. Wniosek taki można wysnuć z faktu, iż w żadnym ze źródeł nie ma ani jednej bezpośredniej wzmianki o doktrynach sekty, jedynie ogólne stwierdzenia o uprawianiu przez jej członków magii. Z drugiej strony tego typu praktyki nie wspomina się w odniesieniu do innych grup heretyckich wymienianych razem z atynganami (np. paulicjan). Ponadto tradycyjne profesje wykonywane przez Romów oraz Domów zarówno dziś, jak i na wszystkich etapach ich historii (wróżbiarstwo, kuglarstwo, zaklinanie zwierząt, sztuki cyrkowe itp.) były często przywoływane jako zajęcia atynganów. Domniemane uprawianie magii dawało władzom bizantyjskim pretekst do stosowania wobec tych grup etnicznych nomenklatury i środków podobnych, jak w przypadku heretyckich sekt, których istnienie i działalność zakłócały porządek społeczny. Za utożsamieniem atynganów z przodkami dzisiejszych Romów lub Domów przemawia też fakt, iż z czasem nazwa ta zaczęła być w dokumentach stosowana wyłącznie w odniesieniu do tych właśnie grup etnicznych. Dziś Athinganoi jest powszechnie uznanym słownikowym egzoetnonimem Romów oraz Domów, używanym w języku nowogreckim.
Z drugiej strony część naukowców uważa, iż heretycka sekta atynganów rzeczywiście istniała, jednak jej nazwa została z czasem przypisana Romom oraz Domom przez otoczenie społeczne, w oczach którego obie grupy wykazywały pewne podobieństwo. Niezależnie od pierwotnego znaczenia terminu athinganoi większość badaczy jest jednak zgodna, iż to właśnie od niego pochodzi współczesny etnonim „Cyganie”, występujący w większości języków europejskich (np. gr. pospolity termin Τσιγγάνοι / Tsinganoi, wł. zingari od pierwotnego łac. Acingani poprzez Cingani, tur. Çingeneler, węg. cigányok itd.). Mimo iż w przypadku Romów istnieją między naukowcami rozbieżności, dotyczące tego, czy zamieszkiwali oni Cesarstwo Bizantyjskie już w okresie, z którego pochodzą pierwsze przekazy o atynganach, wobec Domów podobnych wątpliwości nie ma i przyjmuje się, iż pochodzące z VIII wieku informacje mogły odnosić się do ich przodków. Niewykluczone więc, iż to właśnie przez nich pochodzący od athinganoi zbiorczy termin „Cyganie” został zgeneralizowany na wszystkie znane wówczas grupy indyjskiego pochodzenia.

## Etymologia nazwy
Znaczenie nazwy athinganoi, „niedotykalni” w odniesieniu do Romów i Domów bywało często nadużywane, aby wykazać ich bezpośrednie pokrewieństwo z indyjskimi dalitami. Jednakże w świetle dokumentów z epoki oraz danych na temat kultury tych grup etnicznych właściwa interpretacja omawianego terminu nie powinna brzmieć „ci, których inni nie chcą dotykać”, lecz „ci, którzy nie chcą być dotykani przez innych”, lub „ci, którzy nie chcą dotykać innych”. Jak bowiem pisze nieznany autor dzieła „De synodis et haeresibus” z końca VIII wieku: „Samarytanie są podobni do atynganów w tym ohydnym zwyczaju nie dotykania nikogo”. Wspomniany wyżej Tymoteusz prezbiter Konstantynopola w dalszym ciągu swej pracy pisze ponadto, iż ludzie ci znani są z tego, że oferowanego jedzenia nie biorą bezpośrednio z rąk ofiarodawcy, lecz jedynie wówczas, gdy ten postawi je na ziemi i odejdzie.
Tezę tę zdaje się potwierdzać istniejące w ramach tradycji romskiej pojęcie rytualnego skalania, które dotyczy kontaktu z uważanymi za nieczyste kategoriami jedzenia, przedmiotów, ludzi, części ciała, substancji, stanów fizjologicznych itp. Najwyraźniej praktyka unikania tego typu kontaktów była dla Bizantyjczyków na tyle niecodzienna, że stosujących ją ludzi zaczęto powszechnie nazywać „niedotykalnymi”. Podobny proces mógł mieć miejsce także w przypadku rzeczywistej sekty religijnej atynganów, co mogło wiązać się z faktem popularności w owym okresie dualistycznych idei manicheizmu, często włączanych w doktryny rozmaitych ruchów heretyckich, lub judeochrześcijańskich korzeni sekty. Judaistyczne zasady czystości rytualnej opierają się bowiem na podobnych ideach.